# Paul In 't Ven
Paul In 't Ven (né le 1er avril 1945 à Turnhout) est un coureur cycliste belge. Professionnel de 1967 à 1971, il a remporté le Grand Prix d'Isbergues et le Grand Prix de l'Escaut en 1967. Son frère Willy a également été coureur professionnel.

## Palmarès
- 1966
  - 2e et 4e étapes du Tour de la province de Namur
- 1967
  - Grand Prix d'Isbergues
  - Grand Prix de l'Escaut
  - Flèche de Heist
  - 2e étape du Tour de Belgique (contre-la-montre par équipes)
  - 2e du Grand Prix Marcel Kint
  - 3e du Circuit Mandel-Lys-Escaut
- 1969
  - Kessel-Lier

## Résultats sur les grands tours

### Tour de France
- 1967 : 43e
- 1969 : 75e

### Tour d'Italie
- 1970 : 73e